# Jorge Henrique de Souza
Jorge Henrique de Souza, más conocido como Jorge Henrique (Resende,Brasil, 23 de abril de 1982), es un futbolista brasileño que juega como lateral izquierdo e interior izquierdo. Su club actual es el North Esporte Clube de la tercera división de Brasil.
Entre sus mayores logros se encuentra la obtención de la Copa Libertadores de América de 2012 y de la Copa Mundial de Clubes de la FIFA de 2012 con el Corinthians.

## Trayectoria
Jorge Henrique se hizo conocido cuando fue descubierto por Náutico en el 2003, siendo uno de los jugadores clave para el club en su conquista del título de Pernambucano en el 2004. Desde entonces, su carrera lo ha llevado a diferentes equipos, destacando su etapa en Ceará en 2006.
En 2007, sus destacadas actuaciones lo llevaron a firmar un contrato por dos años con el Botafogo de Río de Janeiro. Allí, el popular Carrossel Alvinegro se benefició de los regates cortos y marcaje de Jorge Henrique, quien sufrió el mayor número de faltas en Brasileño de 2007. La temporada siguiente fue marcada por la ineficacia de la pareja de ataque que conformó junto a Wellington Paulista.
Con el pasar de los años, Jorge Henrique desfiló su futbol por distintos equipos de Brasil, entre ellos el Inter de Porto Alegre en 2013, Vasco da Gama en 2015, Figueirense en 2017, su retorno a Náutico en 2018 y el Brasiliense en 2021.
En 2022 llegó al North Esporte Clube, club con el cual salió campeón del Campeonato Mineiro - Segunda Divisão.